# ひらりん
ひらりんは、日本のキャラクターデザイナー、漫画家、漫画原作者

## 略歴
大塚英志原作の漫画『聖痕のジョカ』（作画：相川有。1993年 - 1995年連載）の読者コーナーの常連投稿者を経て大塚の事務所である「物語環境開発」に就職。『新・聖痕のジョカ』（1995年 - 1997年連載）以降の大塚作品のキャラクターの設定デザインを担当している。
2001年に、大塚原作の『多重人格探偵サイコ』（作画：田島昭宇、1997年～2016年連載）のパロディ4コマギャグ漫画『多重人格探偵サイチョコ』で漫画家デビューした。
年齢・性別は不詳だが、『多重人格探偵サイチョコ』では髭を生やした男性のような自画像が使用されている。
『多重人格探偵サイコ』では、作中の「キャラクターデザイン」の他に「犯罪設定」（すごく嫌な殺され方を考える人）も担当している。
大塚の著書『物語の体操』『キャラクター小説の作り方』にはひらりんの描いた、キャラクターの設定資料の一部が収録されている。

## 漫画作品
- 多重人格探偵サイチョコ 全4巻（月刊少年エース連載、2001年 - 2010年）
- ヨヨ・ネネシリーズ
  - のろい屋しまい 全1巻（月刊COMICリュウ連載、2006年 - 2008年、新装版2014年）
  - のろいや姉妹 ヨヨとネネ 上下巻（月刊COMICリュウ連載、2011年 - 2012年、新装版2014年）※上記の前日談
  - のろい屋プラス（月刊COMICリュウ連載、2012年 - 2013年）※劇場版アニメ版『のろい屋しまい』の1ページ宣伝漫画
  - のろい屋シークレット（月刊COMICリュウ連載、2013年 - 2014年）
- 黒兎死体宅配便 （『黒鷺死体宅配便傑作セレクション』と同作品の文庫版3巻 - 5巻及び、同作の電子書籍版に収録、2008年 - ）
- 三つ目の夢二 全2巻（原作：大塚英志、月刊COMICリュウ連載、2008年 - 2010年）※2006年 - 2007年までの作画担当者騎崎サブゼロの病気療養に伴い作画引き継ぎ
- まんがでわかるまんがの歴史 全1巻（原作：大塚英志、ヤングエース連載、2015年5月～2017年9月)
- カイと怪獣のタネ　全3巻（原案協力：肥田野茂、月刊コミックリュウweb上で連載、2017年～2019年1月）

## 漫画原作
- 破戒神ムハー・ジルーン 全2巻（作画：星樹） - 原作者としてのクレジット表記は旧版では第一巻「大塚英志事務所」第二巻「ひらりん」、新装版では2巻共に「大塚英志事務所」となっている。これについて大塚英志は、出版社の都合で「大塚英志事務所」とクレジットされているが、実際はひらりんが全部一人でシナリオを書いたと述べている[3]。

## 小説
- 聖痕のジョカ　上下巻 （マンガ版と内容が違う完全新作小説。著者は関口準で、ひらりんは「原作・設定」とクレジットされている。電撃文庫刊、上巻発売日：1999年1月25日、下巻発売日：1999年3月25日）

## 絵本
- おはなしドリル だれかのぼうけん （作：おはなしドリル社、角川つばさ文庫：2010年）
- ヨヨとネネとかいじゅうのタネ（お話：大塚英志、徳間書店：2013年） - クレジット上の担当表記は「絵」。原作も担当。

## 挿絵
- キャラクターメーカー 6つの理論とワークショップで学ぶ「つくり方」 （作：大塚英志、アスキー新書）
- 物語の命題 6つのテーマでつくるストーリー講座 （作：大塚英志、アスキー新書）

## アニメーション映画原作
- 魔女っこ姉妹のヨヨとネネ（監督：平尾隆之、ufotable、2013年） - 『のろい屋しまい』を原作とした劇場版オリジナルアニメーション映画。

## 脚註
1. ↑  小説『聖痕のジョカ』下巻 （電撃文庫：1999年3月25日刊行）のそでの「ひらりん」のプロフィール
2. ↑  多重人格探偵サイコトレーディングカードボックス付録のライナーノート掲載のひらりんのプロフィールより
3. ↑  『サイコエース 』 Vol.1（角川書店）収録の「大塚英志作品リスト」

## リンク
- ひらりん (@hirarinnotane) - X（旧Twitter）